# اعتلال الأعصاب المحيطية بالألياف الصغيرة
اعتلال الأعصاب المحيطية بالألياف الصغيرة هو نوع من اعتلال الأعصاب المحيطية التي تحدث نتيجة تلف الألياف العصبية المحيطية الصغيرة غير المغمدة بالميالين. تُقسم هذه الألياف إلى نوعين، ألياف «سي» وألياف «إيه δ» الصغيرة، وتتوزع في الجلد، والأعصاب المحيطية والأعضاء. تتولى هذه الأعصاب مهمة تعصيب الجلد (ألياف جسدية) وتساعد في التحكم بالوظيفة الذاتية (ألياف ذاتية). تشير التقديرات إلى إصابة 15-20 مليون شخص في الولايات المتحدة بأحد أشكال اعتلال الأعصاب المحيطية.

## العلامات والأعراض
تتسم حالة اعتلال الأعصاب المحيطية بالألم الشديد. تبدأ الأعراض نموذجيًا في القدمين أو اليدين، لكن يمكن ظهورها في أماكن أخرى من الجسم. يختبر بعض المرضى في البداية ألمًا معممًا في كامل الجسم. غالبًا ما يُوصف الألم بأنه طاعن أو حارق، أو كأحاسيس غير طبيعية في الجلد مثل الوخز أو الحكة. تزداد شدة الألم لدى بعض الأفراد خلال أوقات الراحة أو في الليل. قد تحدث علامات اعتلال الأعصاب المحيطية بالألياف الصغيرة وأعراضه في أي وقت من الحياة بالاعتماد على العامل المسبب الكامن.
لا يستطيع المرضى المصابون باعتلال الأعصاب المحيطية بالألياف الصغيرة غالبًا الشعور بالألم المتركز في مساحة صغيرة جدًا، مثل وخز الدبوس. مع ذلك، يظهر المرضى حساسية متزايدة للألم عمومًا (فرط التألم) ويختبرون ألمًا ناجمًا عن تنبيه غير مؤلم عادة (الألم الخيفي). قد يمتلك المصابون بهذه الحالة أيضًا قدرة منخفضة على التمييز بين الساخن والبارد.
في بعض الحالات، تتأثر الألياف الصغيرة الخاصة بالجهاز العصبي الذاتي، ما يسبب مشاكلًا بولية ومعوية، أو نوبات من تسارع نبضات القلب (الخفقان)، أو جفاف العينين والفم أو التعرق غير الطبيعي. قد يعاني المصابون أيضًا من هبوط حاد في ضغط الدم عند الوقوف (هبوط الضغط الانتصابي)، ما يسبب الدوار، أو تغيم الرؤية أوالإغماء.
يُعتبر اعتلال الأعصاب بالألياف الصغيرة أحد أشكال اعتلال الأعصاب المحيطية نظرًا إلى تأثيره على الجهاز العصبي المحيطي، الذي يربط الدماغ والنخاع الشوكي مع العضلات والخلايا المسؤولة عن استقبال الأحاسيس مثل اللمس، والشم والألم. يُعتبر فقد الحساسية للألم مشكلة على وجه التحديد. قد يتعرض المصاب لنزيف أو إصابة جلدية دون إدراك ذلك حتى.

### النمط الطبوغرافي
بشكل مماثل للعديد من اعتلالات الأعصاب المتعددة، تعتمد الأعراض نموذجيًا على الطول، إذ تبدأ في الأعصاب الأطول وتمتد تدريجيًا لتهاجم الأعصاب الأقصر. يؤدي ذلك إلى ظهور الأعراض غالبًا في اليدين والقدمين قبل امتدادها إلى الأعلى، مع ازدياد شدة الأعراض عادة في الأطراف. يتظاهر المرض لدى بعض المرضى بشكل واسع الانتشار غير معتمد على الطول، أو «غير منتظم»، إذ يتصف بالظهور الفرادي والقدرة على التأثير في أعصاب عديدة.

## العلاج
يعتمد العلاج على العامل المسبب، إن وُجد. تهدف المعالجة، عند معرفة الحالة المسببة المحتملة، إلى كبح تقدم المرض والأعراض. تقتصر المعالجة على تخفيف الأعراض في حال عدم وجود أي حالة مسببة محتملة.